# Tadeusz Korszeń
Tadeusz Janusz Korszeń (ur. 30 lipca 1951 w Komarówce Podlaskiej) – polski urzędnik państwowy, wojewoda bialskopodlaski (1992–1997).

## Życiorys
Ukończył studia na Wydziale Ekonomii Handlu Wewnętrznego Szkoły Głównej Planowania i Statystyki. W latach 80. pełnił obowiązki wiceprzewodniczącego Wojewódzkiej Komisji Planowania. W 1990 był pracownikiem biura delegata pełnomocnika rządu ds. reformy samorządu terytorialnego w województwie bialskopodlaskim. W tym samym roku Tadeusz Mazowiecki mianował go wicewojewodą bialskopodlaskim, następnie w latach 1992–1997 sprawował funkcję wojewody z ramienia PSL. Po wyborach z 1998 objął stanowisko przewodniczącego rady powiatu w Białej Podlaskiej, którą pełnił do 2000. Zatrudniony następnie w Najwyższej Izbie Kontroli jako doradca ekonomiczny.
Działacz ochotniczej straży pożarnej, sprawował funkcję prezesa zarządu wojewódzkiego ZOSP w Białej Podlaskiej (1995–1998), następnie zaś wiceprezesa Zarządu Wojewódzkiego ZOSP w Lublinie. Odznaczony Krzyżem Kawalerskim Orderu Odrodzenia Polski (1999).